# 蕭道清
蕭道清（？—5世紀），南蘭陵郡蘭陵縣人，晉朝淮陰令蕭整之曾孫輩。

## 生平
蕭道清仕途不顯，官至員外郎。

## 後代
- 子：蕭仙民，南朝宋太中大夫
- 子：蕭仙伯，南朝宋桂陽國下軍將軍[2]
  - 孫：蕭誕，南朝齊安德侯
  - 孫：蕭諶，南朝齊安復男→安復公→衡陽公
  - 孫：蕭誄，南朝齊西昌侯